# Sven (herní série)
Sven je herní série od německé firmy Phenomedia, která je známa sérií Moorhuhn. Hra je dostupná pouze v němčině.

## Hratelnost
V této kreslené hře pro operační systémy Windows a iOS hráč ovládá černého beránka jménem Sven Bømwøllen, jehož jedinou úlohou je souložit s ovečkami, které po dosažení orgasmu samy zmizí. Cílem hráče je tímhle způsobem odstranit všechny ovečky z hrací plochy. Jako protivník stojí proti hráči pastýř jménem Lars Einnicken a jeho pes Wøtan. V případě, že je hráč přistižen, může se jejich pronásledování zbavit tím, že skočí do vody. Nestihne-li hráč uspokojit všechny ovečky, tak se naštvou, nebo je začne unášet UFO. UFO lze taky využít k získávání superschopností nebo likvidaci nepřátel.

## Díly
- Sven Bømwøllen (2002)
- Sven Zwo (2003)
- Sven XXX (2004)
- Sven 004 (2004)
- Sven Kommt! (2005)
- Sven: Gut zu Vögeln
- Sven: Mach's noch einmal
- Sven: Durchgeknallt (2023)